# Taišótó

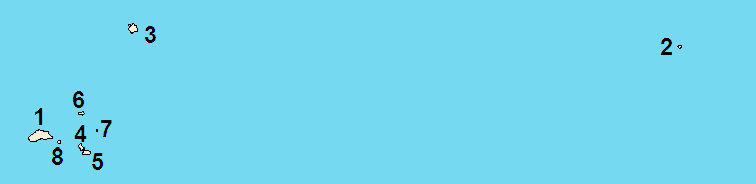
Vizualizace polohy jednotlivých ostrovů souostroví Senkaku, ostrov Taišótó je označen číslem 2

Taišótó (japonsky 大正島, Taišódžima; čínsky v českém přepisu Čch’-wej Jü, pchin-jinem Chìwěi Yǔ, znaky zjednodušené 赤尾屿, tradiční 赤尾嶼) je nejvýchodnější ostrov souostroví Senkaku. Jedná se o sporné území, které je v současnosti spravováno Japonskem, avšak nároky si na něj činí i Čína a Tchaj-wan.

## Geografie
Souostroví Senkaku je tvořeno celkem osmi ostrovy. Z hlediska rozlohy je ostrov Taišótó pátým největším s celkovou rozlohou 0,0609 km2. Nejvyšší bod na ostrově se nachází ve výšce 75 metrů nad mořem. Vzhledem ke své velikosti a hornatosti je tento ostrov neobydlený.
Ostrov leží na souřadnicích 25°55′20″ s. š., 124°33′29″ v. d., přibližně 150 km severně od japonského ostrova Išigaki a 103 km východně od ostrova Tiao-jü Tao (nejzápadnější ostrov souostroví Senkaku).
Pokud by ostrov Taišótó spadal pod administraci Číny, byl by jejím nejvýchodnějším územím.